# Indisk trapp
Indisk trapp (Ardeotis nigriceps) är en akut utrotningshotad fågel i familjen trappar inom ordningen trappfåglar.

## Utseende
Indisk trapp är en stor omisskännlig brunvit trapp med en kroppslängd på 92-122 centimeter. Den har svart hätta och svarta teckningar på vingarna. Hanar har vitaktig nake och undersida med ett smalt svart bröstband. Honorna är mindre, nacken grå och bröstbandet saknas eller är brutet.

## Utbredning och systematik
Arten förekom tidigare i nordvästra och centrala Indien, med tyngdpunkt dels i Tharöknen, dels på Deccanplatån. Dess utbredningsområde har dock krympt med 90% och återfinns i princip enbart i delstaten Rajastan. Mycket små populationer förekommer i Gujarat, Maharashtra, Andhra Pradesh och Karnataka men är numera utdöd i Madhya Pradesh. Den rapporteras också häcka i Pakistan, även om dess häckningsaktivitet där ännu inte publicerats. Arten behandlas som monotypisk, det vill säga att den inte delas in i några underarter.

## Levnadssätt
Indisk trapp förekommer i torra och halvtorra gräsmarker med spridda buskar och lågintensivt jordbruk i platt terräng eller kullar. Den kräver en blandning av mikrobiotoper för olika ändamål: högvuxen gräsmark (25-100 centimeter) med stor tillgång på insekter för häckning, kortvuxen och sparsam växtlighet (<25 centimeter) för spel och medelhög växtlighet (25-50 centimeter) eller medelstora träd för vila.
Arten samlas för att häcka under mitten av sommaren och monsunen. Fågeln häckar på bar mark och lägger en kull av ett eller mycket sällsynt två ägg. Utanför häckningstid tros den röra sig nomadiskt efter tillgång på föda.

## Status
Indisk trapp har minskat mycket kraftigt i antal, från 1260 individer 1969 till färre än 250 vuxna individer idag, till följd av jakt, habitatförlust och störningar från människan. IUCN kategoriserar därför arten som akut hotad.